# 花見沢Q太郎
花見沢 Q太郎（はなみざわ キューたろう）は、日本の漫画家、イラストレーター。新潟県阿賀野市（旧・北蒲原郡水原町）出身。道都大学美術学部中退。愛称は「花Q」。

## 経歴
成人向け漫画を中心とした同人活動を行っており、大学1年の夏休み頃に投稿を始め、同年中（1993年）に『夏の日』（司書房）でデビュー。漫画家に専念するために道都大学を2年次に中退して埼玉県に移住した。
その後、少年画報社の『ヤングキング』誌上で、『ちまちまはいすくーる』『痛快すずらん通り』『HoneyBlue』などの短編を連載。同時に冒険活劇（『冒険どきの私達伝説』等）、時代劇（『NAGI』等）などの作品も発表している。
2000年から、同誌上で『ももいろさんご』（途中から2色カラー）を連載した。
2002年からは小学館の『月刊サンデージェネックス』誌上で『REC』を連載、2008年からは『ヤングキング』誌上で『PLAY!』を連載。
弟は同人サークル＆商業ネーム「お子様ランチ」の作画担当・西野沢かおり介。

## 作風
アシスタントとして妻の花見沢よーこが制作に参加している。単行本には、巻末漫画とカバー下裏表紙のおまけ漫画「花見沢家の一族」が付くのが原則である。単行本デザインは1冊目から雷門風太in竹工房（元 増渕格/スタジオ新大陸）に一任しており、『艶話酒場オタクバー』のようにネーム原作まで任せた作品もある。

## 単行本
日付は実際の発売月日。

### 長編
- 月家の一族（1994年12月、司書房、全1巻）
- スイカと海と太陽と（1996年4月、司書房、全1巻）
- ちまちまはいすくーる（1996年12月、少年画報社、『ヤングキング』連載、全1巻）
- 痛快すずらん通り（1997年7月、少年画報社、『ヤングキング』連載、全1巻）
- HoneyBlue（1998年6月、少年画報社、『ヤングキング』連載、全1巻）
- 冒険どきの私達伝説（1998年8月、集英社、『ウルトラジャンプ』連載、全1巻）
- 白い月光（1999年2月 - 7月、少年画報社、『ヤングキング』連載、全2巻）
- ももいろさんご（2000年11月 - 2008年10月、少年画報社、『ヤングキング』連載、全13巻）
- BWH（ベルウッドハウス）（2001年3月 - 2002年9月、集英社、全3巻）
- 電動侍（2001年7月、大都社、全1巻）
- REC（2002年11月 - 2013年3月、小学館、『月刊サンデージェネックス』連載、全16巻）
- NAGI（2004年6月、少年画報社、『ヤングキングアワーズ』連載、全1巻）
- PLAY!（2009年6月 - 、少年画報社、『ヤングキング』連載、全4巻）
- 少年よ大志を抱け!（2011年8月 - 2013年7月、少年画報社、『月刊ヤングキングアワーズGH』連載、全4巻）
- どうぶつずかん（2013年6月 - 2015年5月、小学館、『月刊サンデージェネックス』連載、全3巻）
- まるせい（2013年7月 - 2015年2月、少年画報社、『月刊ヤングキングアワーズGH』連載、全3巻）
- Cue（2015年7月 - 2017年6月、小学館、『月刊サンデージェネックス』連載、全4巻）
- おとなのオモチャ（2015年7月 - 、少年画報社、『ヤングコミック』連載、既刊1巻）
- 彼女がビキニアーマーにきがえたら（2017年7月号 - 2018年8月号、少年画報社、『月刊ヤングキングアワーズGH』連載、全2巻）
- 艶話酒場オタクバー（2017年6月 - 、海王社、『マガジンサイベリア』連載、全3巻、1巻はぶんか社、2巻、3巻は楽楽出版より刊行） - 巻数は数字ではなく、第2巻は「シン・オタク編」、第3巻は「無限オタク編」表記。
- ラブアプリ（2018年3月 - 2019年1月、小学館、『月刊サンデージェネックス』連載、全2巻、第2巻は電子書籍のみ）
- ラブアプリ オーバークロック（2019年8月 - 、小学館、既刊4巻、電子書籍）
- 汽界淫偵＠MACHIDA（2021年 - 、海王社、『マガジンサイベリア』、『サイベリアplus』連載、既刊1巻）
- けろよい！新潟弁酒場（2021年 - 2024年、少年画報社、『ヤングコミック』連載、全2巻）

### 新装版
- スイカと海と太陽と（2003年6月、大都社）
- 月家の一族プラス（2003年7月、大都社）
- ちますず（2005年12月、少年画報社、『ちまちまはいすくーる』『痛快すずらん通り』を収録）
- 白い月光 完全版（2006年1月、少年画報社）
- BWH（ベルウッドハウス）（2009年12月、ジャイブ、全2巻）

### 短編集
- ひよこ（1995年8月、司書房）
- ザ☆花Qワールド（1997年、司書房、CD-ROM付き短編集）
- おひさま（1999年12月、司書房）
- 花ごよみ（2002年4月、司書房、『ひよこ』『おひさま』の再収録など）
- 花見沢Q太郎 THE WORLD earlytime collection（2006年7月、司書房、CD-ROM付き短編・イラスト集（再収録含む））
- 花日和〜花見沢Q太郎自撰集〜（2009年10月、メディアックス、初期短編集）
- 花見沢Q太郎短編集 変態兄と中2の妹（2015年8月、双葉社）
- ホワイトアンダーグラウンド（2021年11月、楽楽出版）

### 挿絵
- 火浦功『奥さまはマジ』（1999年3月、角川スニーカー文庫、全1巻）

## 読み切り
- すきとおる（『コミックハイ!』2008年6月号掲載）
- そらをとぶ（『コミックすもも』2011年7月号掲載）
- うつしとる（『コミックハイ!』2015年6月号掲載）